# 放學後的十色畫室
《放學後的十色畫室》是日本漫畫家華華蕾的漫畫作品。

## 簡介
當作者向2010年舉辦的“高中學生漫畫/漫畫插畫大賽2010”的漫畫部門提交作品時，過去以畢業為主題的作品

## 登場人物
高橋寧寧（高橋 寧々）
生日6月21日。血型O型血。喜歡的學科：美術。討厭的學科：数学。興趣：收集小東西
這部作品的主人公一年級學生。 她是一個天然的角色，穿拖鞋在入學儀式當天上學。
華村香
生日10月25日。血型A型。喜歡的學科：所有科目。討厭的學科：沒有Ø。興趣：照相

## 书目信息
- 華華蕾“放學後的十色畫室”角川漫画（角川書店），4册 
  1. 2011年12月26日第1次印刷發行， ISBN 978-4-04-120042-1
  2. 2012年3月26日第1次印刷發行， ISBN 978-4-04-120200-5
  3. 2012年7月26日第1次印刷發行， ISBN 978-4-04-120315-6
  4. 2013年5月25日第1次印刷發行， ISBN 978-4-04-120726-0